# کارنوال اینسپریشن
کارنوال اینسپریشن (به انگلیسی: Carnival Inspiration) یک کشتی است که طول آن ۲۶۰٫۶۰ متر (۸۵۵ فوت ۰ اینچ) می‌باشد. این کشتی در سال ۱۹۹۶ ساخته شد.